# Srdjan Luchin
Srdjan Luchin (né le 4 mars 1986 à Variaș, Roumanie) est un footballeur international roumain.

## Biographie
Le 11 octobre 2011, il inscrit un but face à l'Albanie lors d'un match comptant pour les éliminatoires de l'Euro 2012.

## Palmarès
- Vainqueur de la Coupe de Roumanie en 2012 avec le Dinamo Bucarest
- Vainqueur de la Coupe de la Ligue roumaine en 2015 avec le Steaua Bucarest
- Champion de Roumanie en 2015 avec le Steaua Bucarest
- Vainqueur de la Coupe de Roumanie en 2015 avec le Steaua Bucarest